# Neon-22
Neon-22 of 22Ne is een stabiele isotoop van neon, een edelgas. Het is een van de drie op Aarde voorkomende isotopen van het element, naast neon-20 (stabiel) en neon-21 (eveneens stabiel). De abundantie op Aarde bedraagt 9,25%.
Neon-22 ontstaat onder meer bij het radioactief verval van fluor-22, fluor-23 en natrium-22.
15Ne · 16Ne · 17Ne · 18Ne · 19Ne · 20Ne · 21Ne · 22Ne · 23Ne · 24Ne · 25Ne · 26Ne · 27Ne · 28Ne · 29Ne · 30Ne · 31Ne · 32Ne · 33Ne · 34Ne